# Fago
Fago egy község Spanyolországban, Huesca tartományban. Fago Ansó, Canal de Berdún, Salvatierra de Esca, Garde és Valle de Hecho községekkel határos. Lakosainak száma 25 fő (2024).

## Népesség
A település népessége az utóbbi években az alábbiak szerint változott:
| Lakosok száma | 33   | 33   | 35   | 31   | 30   | 24   | 22   | 22   | 21   | 25   |
|               | 2001 | 2004 | 2006 | 2009 | 2011 | 2014 | 2016 | 2019 | 2021 | 2024 |